# Cinara setulosa
Cinara setulosa är en insektsart som beskrevs av Hottes och Essig 1955. Cinara setulosa ingår i släktet Cinara och familjen långrörsbladlöss. Inga underarter finns listade i Catalogue of Life.